# Horjul

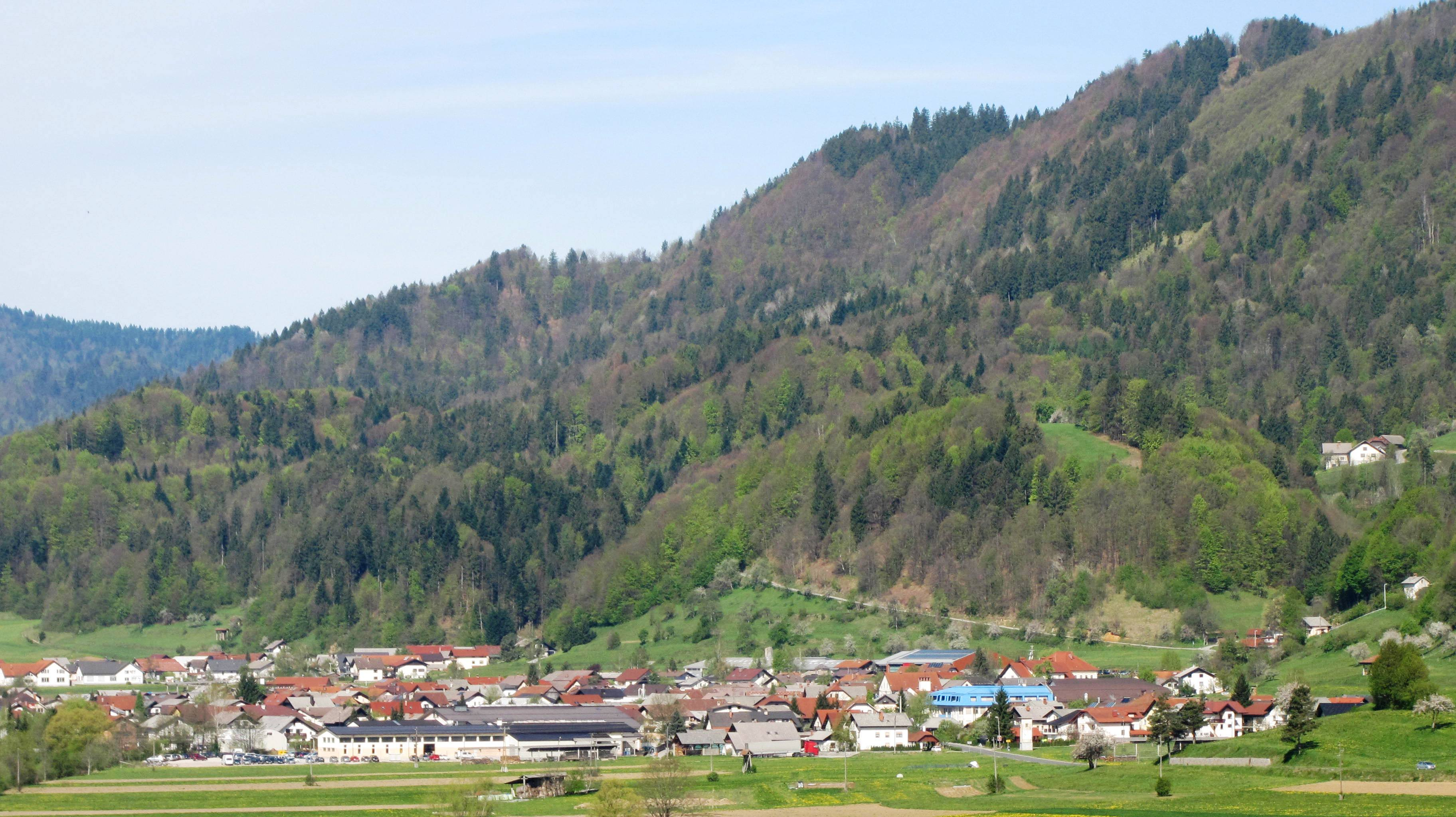
Blick auf Horjul

Die Ortschaft Horjul (deutsch (historisch) Baumkirch in der Oberkrain) ist Hauptort und Verwaltungssitz der Gemeinde Horjul in der historischen Landschaft Dolenjska (Unterkrain), Region Osrednjeslovenska in Slowenien. 

## Geschichte
Anfang des 20. Jahrhunderts wurde im Dorf Horjul ein prähistorischer keltischer Friedhof entdeckt. Obwohl die Funde inzwischen verloren gegangen sind, ist diese Fundstelle aus der späten Eisenzeit der einzige Beweis für eine keltische Präsenz im Horjul-Tal. Die Entdeckung einiger Wasserleitungen aus der Römerzeit wird mit der Villa Rustica in Polhov Gradec in Verbindung gebracht. Der als archäologische Stätte Vovčne–St. Margarethe bekannte Friedhof ist als Kulturerbe eingetragen.
Horjul wurde am 3. Mai 1941 als Teil der Provinz Ljubljana an Italien angegliedert. Im Juni 1941 begannen in der Gegend von Horjul Partisanenaktivitäten. Der Bürgermeister von Horjul, Janez (oder Ivan) Bastič, und seine Frau Marjana wurden am 14. Juni 1942 von den Partisanen entführt, gefoltert und ermordet.  Horjul wurde im November 1943 von deutschen Truppen bombardiert, wobei mehrere Häuser verloren gingen. Auf dem Gebiet der Gemeinde Horjul wurden bisher (Stand 1/2024) insgesamt zwei Massengräber aus der Zeit um den Zweiten Weltkrieg gefunden. 

## Nachweise
1. ↑  Population by settlements, detailed data, 1 January 2023. Abgerufen am 27. Januar 2024.
2. 1 2  Savnik, Roman, ed. 1971. Krajevni leksikon Slovenije, vol. 2. Ljubljana: Državna založba Slovenije. pp. 411–412.
3. ↑  Register nepremične kulturne dediščine. Abgerufen am 27. Januar 2024.
4. ↑  Mlakar, Boris. 1990. "Horjul." Enciklopedija Slovenije, vol. 4. Ljubljana: Mladinska knjiga, p. 42.
5. ↑  "Dve novi žrtvi komunizma" 1942. Jutro 22(138) (19 Juni): 2. (slowenisch)